# Nimrod
Pour les articles homonymes, voir Nimrod (homonymie).
Cette page contient des caractères spéciaux ou non latins. S’ils s’affichent mal (▯, ?, etc.), consultez la page d’aide Unicode.

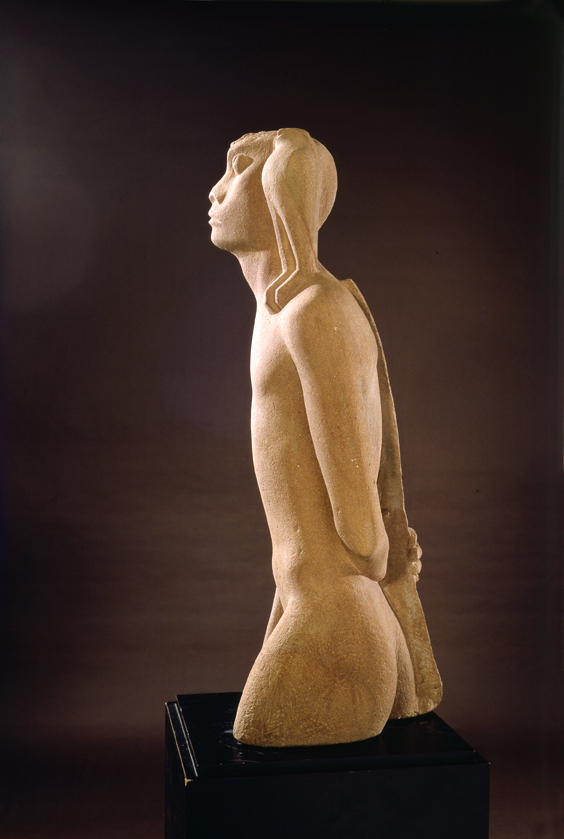
Nimrod par le sculpteur Yitzhak Danziger (musée d'Israël, Jérusalem).

Nimrod (de l'hébreu נִמְרוֹד (nimrōd)) ou Nemrod est un personnage de la Bible. Il y est présenté comme le premier héros postérieur au Déluge, un chasseur réputé et le fondateur du premier royaume et de plusieurs villes en Mésopotamie.

## Nimrod dans la Bible
Dans le livre de la Genèse, au chapitre de la descendance des fils de Noé, Nimrod est un fils de Koush, qui lui-même est le fils aîné de Cham et le petit-fils de Noé. Nimrod est le premier héros sur la terre, et le premier roi après le Déluge.

« Kouch engendra aussi Nemrod, celui qui le premier fut puissant sur la terre. Il fut un puissant ravisseur devant l'Éternel ; c'est pourquoi l'on dit : « Tel que Nemrod, un puissant ravisseur devant l'Éternel ! » Le commencement de sa domination fut Babel ; puis Érec, Akkad et Kalné, dans le pays de Sennaar. De cette contrée il s'en alla en Ashour, où il bâtit Ninive, Rehoboth Ir (en) et Kélah ; puis Résen (en), entre Ninive et Kélah, cette grande cité. »

— Genèse 10,8-12  (traduction de la Bible du Rabbinat)
Le premier livre des Chroniques reprend l'idée de la Genèse qui fait de Nimrod le premier roi postérieur au Déluge (1Ch 1,10). Dans le livre de Michée, le pays de Nimrod est identifié à l'Assyrie (Mi 5,5). Parmi les villes du pays de Shinéar citées dans la péricope, seule Calneh n'est pas identifiée. La Bible cite dans deux occurrences une ville du nom de Calneh (Am 6,2, Es 10,9), mais dans les deux cas, il s'agit d'une ville située dans le nord de la Syrie, dans la région d'Arpad et connue par les sources assyriennes. L'absence d'une ville appelée Calneh dans le sud de la Mésopotamie a fait suggérer à Albright d'amender la vocalisation du texte massorétique וְכַלְנֵה (wĕkalneh) en וְכֻלָּנָה (wĕkullānāh) (« et elles sont toutes [dans le pays de Shinéar] »). Le verset 11 fait aussi l'objet de lectures différentes : certains traduisent « de ce pays il sortit pour Ashour » et d'autres « de ce pays sortit d'Ashour ». La première traduction rend compte du contexte, où Nimrod est clairement le principal héros de la péricope, mais elle suppose une construction grammaticale inhabituelle. 
Le nom « Nimrod » est souvent mis en relation avec la racine hébraïque Himrid signifiant « se rebeller ». Il peut s'interpréter comme une première personne du pluriel (« nous nous rebellerons »). C'est ainsi qu'il a été compris dans la tradition juive qui fait de Nimrod le prototype de l'orgueil et de la rébellion contre Dieu. Nimrod est le roi du pays de Shinéar, c'est-à-dire la Babylonie. Son nom peut être une création du rédacteur biblique pour faire allusion la rébellion de la Tour de Babel. 
Le personnage de Nimrod s'inspire plus vraisemblablement d'un héros ou d'un personnage en mésopotamie d'origine Koushite descendant de Cham. Parmi les identifications les plus souvent proposées, on trouve soit des divinités mésopotamiennes telles que Marduk ou Ninurta, soit des souverains comme Sargon d'Akkad ou l'assyrien Tukulti-Ninurta Ier. Moins souvent, des rapprochements ont été établis avec le kassite Nazi-Maruttash ou avec le pharaon Amenophis III (nom de règne Neb Maât Rê). 
Le récit biblique met Nimrod en relation avec les grandes villes de Babylonie. Certains chercheurs y voient donc la figure de Marduk. La philologie ne permet pas d'expliquer le glissement de Marduk à Nimrod. Le dicton qui fait de Nimrod "un puissant chasseur" pourrait faire allusion à un récit mythologique racontant les exploits de Marduk. Pour expliquer ce titre de "chasseur", Lipiński propose que Marduk a été considéré comme vainqueur du dragon Mušhuššu.
Le nom de Nimrod peut plutôt dériver du dieu guerrier sumérien Ninurta, même si le glissement de « Ninurta » vers « Nimrod » n'est pas expliqué linguistiquement. L'image et les fonctions de Ninurta présentent des parallèles avec la figure de Nimrod. Dans la littérature mésopotamienne, Ninurta est un dieu de la guerre et de l'agriculture, qui défend la terre arable contre les monstres du chaos. Pendant la période médio-assyrienne, Ninurta est attesté comme un dieu de la guerre et de la chasse. Pendant la période néo-assyrienne, il devient le principal dieu de la capitale Kalkhu (Calah ou Kélah dans la Bible, aujourd'hui Nimroud). Une différence importante est que dans la Bible, Nimrod est un héros humain. Contrairement à Ninurta, son identité n'a rien de divine. On ignore de quelle manière ces traditions mésopotamiennes ont atteint les scribes judéens.
Dans le récit de la Genèse, Nimrod est présenté comme le fils de Koush et le petit-fils de Cham. Selon la description biblique de l'humanité, Nimrod appartient donc à la branche africaine. Il est pourtant clairement ancré dans le paysage mésopotamien. Il est le roi des principales villes de Babylonie et a étendu sa domination à l'Assyrie au nord. Plusieurs hypothèses ont été émises pour expliquer cette situation. Certains chercheurs supposent une erreur scribale, d'autres l'expliquent par une confusion avec un hypothétique personnage nommé Koush et qui serait un ancêtre éponyme pour les Kassites de Babylonie (kaššu en akkadien). Nimrod est décrit comme un chasseur « devant YHWH » (en hébreu lifnē yhwh). Dans le récit, cette expression ne présente pas la connotation négative que la tradition postérieure y a vu, en interprétant lifnē comme « contre, en opposition à ». La relation entre YHWH et Nimrod s'apparente plutôt à la relation entre le grand dieu sumérien Enlil et son fils Ninurta.

## Traditions et légendes
La tradition rabbinique présente Nimrod comme le prototype du rebelle, son nom pouvant être interprété comme « celui qui rend le peuple rebelle contre Dieu », mais la tradition protestante le décrit comme un « chasseur héroïque devant Dieu ».
Le titre de « chasseur devant Dieu », donné à Nimrod, est peut-être péjoratif. En effet, le mot hébreu liphné, « à la face de », peut signifier « contre » ou « en opposition avec ». Bien que, dans ce cas, certains spécialistes prêtent à la préposition hébraïque le sens favorable, « en face de », les Targoumim juifs, ainsi que les Antiquités juives de l'historien Flavius Josèphe, mais aussi le contexte du chapitre 10 de la Genèse lui-même laissent entendre que Nimrud était un puissant chasseur qui provoquait Dieu.
Selon la tradition juive, Nimrod, le « roi-chasseur » régnant sur les descendants de Noé, eut l'idée de construire à Babel (Babylone) une tour assez haute pour que son sommet atteigne le ciel (Talmud de Babylone Avoda Zara 53b). Flavius Josèphe écrit : 

« [Nimrud] peu à peu, transforme l'état de choses en une tyrannie. Il estimait que le seul moyen de détacher les hommes de la crainte de Dieu, c'était qu'ils s'en remissent toujours à sa propre puissance. Il promet de les défendre contre une seconde punition de Dieu qui veut inonder la terre : il construira une tour assez haute pour que les eaux ne puissent s'élever jusqu'à elle et il vengera même la mort de leurs pères. Le peuple était tout disposé à suivre les avis de [Nimrod], considérant l'obéissance à Dieu comme une servitude ; ils se mirent à édifier la tour […] ; elle s'éleva plus vite qu'on eût supposé. »

— Antiquités juives, livre I 114-115 (chapitre IV 2-3)
Dans le Talmud, la mort du « méchant Titus » qui a détruit le Temple de Jérusalem est décrite par un midrash dont le contenu est similaire. Selon les sources juives, Nimrod a été tué après avoir été provoqué en duel par Esaü, frère de Jacob[réf. nécessaire].

Nimrod est également mis en scène dans la littérature islamique.
Il a construit la Tour de Babel pour tuer Dieu et a tiré une flèche dans le ciel, à une hauteur qu'il jugeait possible d'atteindre sa cible et prendre sa place. Nimrod meurt d'une façon humiliante : un moustique, ou moucheron s'étant introduit dans son nez, provoque en lui d'atroces migraines. Il demande à tous les passants de lui frapper sur le crâne dans l'espoir de faire tomber la bestiole... vainement. Ainsi, celui qui se prenait pour un dieu fini par mourir victime d'un minuscule insecte.

## Interprétation
Le pasteur protestant du XIXe siècle Alexandre Hislop affirme dans son pamphlet anticatholique The Two Babylons que, après la mort de Nimrod, les Babyloniens se sentirent poussés à l'honorer grandement en tant que fondateur, bâtisseur et premier roi de leur ville, et comme organisateur de l'Empire babylonien initial. D'après la tradition, Nimrod mourut de mort violente. Puisque le dieu Mardouk (Merodak) était tenu pour le fondateur de Babylone, Hislop prétend que Mardouk représente Nimrod déifié. De même, il en rapproche la figure des divinités méditerranéennes et orientales Bacchus-Dionysos, voire Cupidon et Mithra archétypes antiques de l'Enfant Divin à la mort tragique.
Dans son livre Les Chasses à l'homme, le philosophe Grégoire Chamayou considère Nimrod comme le premier esclavagiste. Le philosophe s'appuie sur une interprétation du terme grand chasseur qui qualifie Nimrod, et qui signifierait selon lui chasseur d'êtres humains.

## Dans la culture
- Il est possible de retrouver Nimrod dans un personnage des Mille et Une Nuits, mentionné dans L'Histoire du Portefaix avec les jeunes filles, Histoire de Zobéida, la première adolescente. Cette dernière, à la suite de quelques mésaventures, échoue dans une cité où les personnages ont été changés en statues de pierre noire. Seul le fils du roi, converti à la religion d'Allah et de son Prophète par son éducatrice, a survécu à la punition qui a frappé la ville. En effet, ses habitants étaient des mages qui vénéraient « le terrible Nardoun », roi des Géants rebelles à Dieu, tout comme Nimrod.
- Dans l'Enfer, Dante fait de Nimrod l'un des gardiens du Puits aux Géants, se trouvant au fond du huitième cercle de l'enfer. Ce puits est le passage vers le 9e cercle et terme de l'enfer. En voyant Dante et Virgile approcher, Nimrod leur crie ces paroles mystérieuses : « Raphél mai amèche zabi almi », mots vraisemblablement inventés par Dante pour retranscrire le mélange des langues (arabes et hébraïques) à Babylone, Nimrod étant celui qui causa la perte du langage unique et la division des hommes.
- Nimrod est un personnage majeur de la franc-maçonnerie. Dans son encyclopédie maçonnique, Albert Mackey écrit que Nimrod fut l'un des fondateurs de la franc-maçonnerie de proie.
- Dans La Fin de Satan de Victor Hugo, Nimrod est représenté comme un tyran qui tentera d'atteindre les cieux après avoir conquis et ravagé la Terre. Il construit une grande cage, y accroche quatre aigles et au-dessus d'eux quatre carcasses de lions, et s'envole vers les cieux. Au bout de plusieurs jours de vols, il bande son arc et tire une flèche, « Et la terre entendit un long coup de tonnerre[10] ». Nimrod retombe mort sur Terre. « Auprès de lui gisait sa flèche retombée. La pointe, qui s'était enfoncée au ciel bleu, Était teinte de sang. Avait-il blessé Dieu[10] ? »
- Friedrich Nietzsche, dans ses Dithyrambes de Dionysos, qualifie son Zarathoustra de « cruel Nemrod », dans Entre Oiseaux de proie[11].
- Nemrod est l'une des Variations Enigma d'Edward Elgar (1898-1899).
- Lucrèce Nemrod est un personnage féminin créé par l'écrivain Bernard Werber apparu dans Le Père de nos pères, L'Ultime Secret et Le Rire du cyclope.
- Dans l'univers Marvel, Nemrod (Nimrod) est un robot chasseur de mutants issu du futur alternatif de la Terre-811, la forme la plus évoluée des Sentinelles.
- Dans la saga littéraire de fantasy urbaine Kate Daniels, écrite par Ilona Andrews, Nimrod est l'un des principaux antagonistes. Il est présenté comme un être très puissant, intelligent et créatif, mais également cruel et tyrannique.
- Nimrod est le nom du cinquième album de Green Day.
- Dans le deuxième volume de la Traversée des Temps : la Porte du Ciel, Éric-Emmanuel Schmitt fait de Nemrod le roi de Babel, mais aussi faux nom de Dérek, l’un des personnages récurrent de la saga.
- Dans le jeu Shadows of the colossus, Nimrod est l'inverse de Dormin, un démon divisé en seizes colosses.